# Spectrum (Billy Cobham)
Spectrum è l'album di debutto del batterista fusion Billy Cobham, pubblicato nel 1973 e considerato come uno degli album più importanti per i batteristi e per il genere jazz fusion.

## Descrizione
L'album contiene molte influenze di Miles Davis e di Mahavishnu Orchestra, artisti con cui Cobham aveva collaborato in precedenza. Generalmente quest'album è considerato come uno dei migliori di Cobham, e ha un ruolo importante come quelli di Miles Davis, Weather Report, o della Mahavishnu Orchestra per lo sviluppo del genere jazz fusion.
Tommy Bolin, che andrà a unirsi alla band hard rock dei Deep Purple due anni dopo, suona la chitarra solista.
La canzone Stratus è presente nella stazione radio Fusion FM del videogioco Grand Theft Auto IV, che è stata campionata nella hit Safe from Harm dei Massive Attack.

## Tracce
Tutti i pezzi sono scritti e composti da Billy Cobham.
1. "Quadrant 4" – 4:20
2. "Searching for the Right Door" – 1:19 / "Spectrum" – 5:07
3. "Anxiety" – 1:41 / "Taurian Matador" – 3:03
4. "Stratus" – 9:48
5. "To the Women in My Life" – 0:51 / "Le Lis" – 3:20
6. "Snoopy's Search" – 1:02 / "Red Baron" – 6:37

Nonostante le tracce 2, 3, 5 e 6 siano indicate come medley, tutti i pezzi sono separati da pause.

## Formazione
- Billy Cobham - batteria  (1-6) & Parti elettroniche (nelle tracce  '#.a')
- Tommy Bolin - chitarra (1, 3.b, 4, 6.b)
- Jan Hammer - pianoforte elettrico, sintetizzatore, pianoforte (tranne nella traccia 2.b) (1, 2.b, 3.b, 4, 5.b, 6.b)
- Lee Sklar - basso (1, 3.b, 4, 6.b)
- Joe Farrell - sax (2.b) & sax (5.b)
- Jimmy Owens - flicorno (2.b, 5.b) & tromba (5.b)
- John Tropea - chitarra (5.b)
- Ron Carter - basso acustico (2.b, 5.b)
- Ray Barretto - conga (2.b, 5.b)